# Masia de Beneta
La Masia de Beneta és una masia del terme municipal de la Torre de Cabdella, a l'antic terme de la Pobleta de Bellveí, al Pallars Jussà. Està situada al sud del terme, a prop de Senterada. Es troba a la dreta del Flamisell i del barranc de Sant Genís, prop de la confluència d'aquests dos cursos d'aigua, al capdavall (sud-est) de la carena de Serra de la Bastida.
Pertany a la masia la capella romànica de Sant Pere Màrtir de la Masia de Beneta. És una masia típica fora del nucli urbà amb una diferència notable entre la façana sud, plena d'obertures per captar la llum i la calor del sol cap on s'obren les habitacions principals, i la façana nord ben tancada només amb algun forat per ventilar. 